# Hieracium megacephalum
Hieracium megacephalum, gelegentlich auch Hieracium megacephalon geschrieben, ist eine Pflanzenart aus der Gattung der Habichtskräuter (Hieracium) innerhalb der Familie der Korbblütler (Asteraceae). Sie kommt im südöstlichen Nordamerika vor.

## Beschreibung

### Vegetative Merkmale
Hieracium megacephalum ist eine ausdauernde krautige Pflanze, die Wuchshöhen von bis zu ungefähr 40 Zentimetern erreicht. Die Stängel sind meist mit sternförmigen sowie mit feinen und rauen 0,1 bis 0,4 Zentimeter langen Haaren besetzt und haben eine rau und gelegentlich auch sternförmig behaarte Basis.
An der Stängelbasis befinden sich vier bis sechs grundständige Laubblätter, während sich am Stängel ein bis vier oder auch mehr Laubblätter befinden. Die Blattspreite ist bei einer Länge von 3,5 bis 12 Zentimetern sowie einer Breite von 1,5 bis 4 Zentimetern elliptisch bis verkehrt-eiförmig mit keilförmiger bis abgerundeter und gelegentlich auch mehr oder weniger stängelumfassenden Spreitenbasis und abgerundeter bis stumpfer Spreitenspitze. Die Spreitenränder sind ganzrandig oder gezähnelt. Die Blattunterseite ist mit feinen und rauen 0,15 bis 0,4 Zentimeter langen Haaren besetzt, manchmal auch sternförmig behaart, während die Blattoberseite rau behaart ist.

### Generative Merkmale
Die Hauptblütezeit erstreckt sich von April bis in den Mai hinein während die gesamte Blütezeit die Zeit zwischen Januar und Oktober umfasst. Der offene, schirmtraubige Gesamtblütenstand enthält meist 12 bis 50 oder mehr körbchenförmige Teilblütenstände und ist etwa zweimal so lang wie breit. Der Blütenstandsschaft ist mit sternartigen sowie mit drüsigen und gestielten Haaren besetzt. Das bei einem Durchmesser von 0,8 bis 1,1 Zentimetern glockenförmige Involucrum enthält 9 bis 13, gelegentlich auch mehr an der Unterseite drüsig und sternartig behaarte Hüllblätter mit spitzen bis zugespitzten Spitzen. Die Blütenkörbchen enthalten 20 bis 50 oder auch mehr Zungenblüten. Die gelben Zungenblüten sind 1 bis 1,2 Zentimeter lang.
Die Achänen sind bei einer Länge von 0,35 bis 0,4 Zentimetern krugförmig. Der Pappus besteht aus 32 bis 40 oder mehr weißen oder strohfarbenen Borstenhaaren, welche 0,5 bis 0,65 Zentimeter lang sind.

## Vorkommen
Das natürliche Verbreitungsgebiet von Hieracium megacephalum befindet sich im südöstlichen Nordamerika. Es umfasst dabei die US-Bundesstaaten Florida, Georgia und South Carolina.
Hieracium megacephalum gedeiht in Höhenlagen von 0 bis 10 Metern wo sie auf Sandflächen sowie in Laub- und Kiefernwäldern auf kalkigen Böden wächst.

## Taxonomie
Die Erstbeschreibung als Hieracium megacephalum erfolgte 1895 durch George Valentine Nash in Bulletin of the Torrey Botanical Club, Band 22, Seiten 152 bis 153, damals noch in der Schreibweise megacephalon. Ein Synonym für Hieracium megacephalum Nash ist Hieracium argyraeum Small.